# Juan Francisco Gatell
Juan Francisco Gatell Abre (La Plata, 1978) es un tenor argentino que en 2004 ganó el Premio Caruso y en 2006 el primer Premio ASLICO

## Biografía
Debutó en París -Opéra Garnier- con Capriccio (Richard Strauss), en el Teatro Real de Madrid con Il burbero di buon cuore, de Martín y Soler, y en el Festival de Ópera de La Coruña con Così fan tutte. Ha colaborado con Riccardo Muti en Rávena, en el Musikverein de Viena y en el Théâtre des Champs-Elysées de París (siempre con Ernesto de Don Pasquale cantado también en Murcia en 2010). Debutó como Calandrino de Il ritorno di Don Calandrino, de Cimarosa, en el Salzburger Pfingsfestspiele; también con director italiano interpretó Eliézer de Moïse et Pharaon en Salzburgo y Roma; en [2011] han colaborado en Otello (Cassio) en Chicago y en el Carnegie Hall de Nueva York.
En 2008 cantó Tybalt de Roméo et Juliette (Gounod) en Salzburgo, en 2009 en La Scala de Milán (Il viaggio a Reims) y en la Washington National Opera (Almaviva, El barbero de Sevilla). En 2010 debutó en el Teatro Comunale de Bolonia (Nemorino, L’elisir d’amore) y en el Festival Pergolesi-Spontini de Jesi (Polidoro, Flaminio). 
Debutó el rol de Don Ottavio de Don Giovannien el Teatro de Opera de Roma en 2005. También ha interpretado el personaje mozartiano en el Teatro Lírico de Trieste, en el Teatro alla Scala de Milán y en 2011 en el Teatro Comunale de Bolonia.
En el verano de 2011 ha debutado en el Sferisterio Opera Festival de Macerata y en el Rossini Opera Festival en Pesaro.
En la temporada 2011/2012 ha cantado en Don Pasquale en el Teatro Municipal de Santiago de Chile, en I Capuleti e i Montecchi en la Opéra de Lyon y en el Thèâtre des Champs Elysées, en Pulcinella con la Netherland Radio Chamber Philarmonic, en Il barbiere di Siviglia en la Hamburgosche Staatsoper y en la Wiener Staatsoper y ha debutado en el rol de Oronte de la ópera Alcina en la Opéra de Lausanne.
En el apartado sinfónico Juan Francisco Gatell ha participado en el Festival del Maggio Musicale Fiorentino y en el Festival de Rávena con las Vesperae solemnes de confessore de Mozart. En el Teatro San Carlo de Nápoles ha interpretado L’enfant prodigue (2008) y en Florencia y Salzburgo la Missa Defunctorum de Paisiello (2009). También tiene en repertorio Davidde Penitente (Mozart), la Messa de Puccini, el Requiem de Mozart, Pulcinella de Stravinsky y el Magnificat de Bach.

## Repertorio
- Domenico Cimarosa
  - Il Ritorno di Don Calandrino, Don Calandrino
- Gaetano Donizetti
  - Don Pasquale, Ernesto
  - L'elisir d'amore, Nemorino
- Charles Gounod
  - Roméo et Juliette, Tybalt
- Ruggero Leoncavallo
  - Pagliacci, Arlecchino
- Vicente Martín y Soler
  - Il burbero di buon cuore, Valerio
- Wolfgang Amadeus Mozart
  - Don Giovanni, Don Ottavio
  - La flauta mágica, Tamino
  - Così fan tutte, Ferrando
- Modest Petrovic Musorgskij
  - Borís Godunov, Inocente
- Giovanni Battista Pergolesi
  - Il Flaminio, Polidoro
- Giacomo Puccini
  - Gianni Schicchi, Rinuccio
- Gioacchino Rossini
  - El barbero de Sevilla, Conte d'Almaviva
  - Moïse et Pharaon, Eliézer
  - Il Viaggio a Reims, Il cavaliere Belfiore
- Richard Strauss
  - Capriccio, Cantante Italiano
- Giuseppe Verdi
  - Otello, Cassio

## Discografía
- Don Pasquale di Donizetti, DVD. Arthaus Musik
- Il burbero di buon cuore, di Martín y Soler. Dynamic[9]
- Roméo et Juliette, di Gounod. Deutsche Grammophon

## Enlaces relacionados
- Official Website Juan Francisco Gatell
- Entrevista en GBOpera
- Biografía en Concerto d'Autunno
- Raffaella Coletti Management

- Datos: Q3810835